# Ashley Herring Blake
Ashley Herring Blake   () és una escriptora estatunidenca.

## Obra publicada

### Juvenil
- Suffer Love (Houghton Mifflin, 2016)
- How to Make a Wish (Houghton Mifflin, 2017)
- Girl Made of Stars (Houghton Mifflin, 2018, Premi Lambda)[1]

### Infantil
- Ivy Aberdeen's Letter to the Wordl (Little, Brown Books for Young Readers, 2018)[2]
- The Mighty Heart of Sunny St. James (Little, Brown Books for Young Readers, 2019)
- Hazel Bly and the Deep Blue Sea (Little, Brown Books for Young Readers, 2021)

### Sèrie Bright Falls
- A Delilah Green Doesn't Care (Berkley Books, 2022)
- Astrid Parker Doesn't Fail (Berkley Books, 2022)
- Iris Kelly Doesn't Date (Berkley Books, 2023)

### Traduccions al castellà
- Como pedir un deseo (V&R, 2018)
- La carta de Ivy Aberdeen al mundo (Punk, 2018)
- Hecha de estrellas (V&R, 2019)
- Delilah Green pasa de todo (Titania, 2023)